# Frédéric Guilbert
Frédéric Guilbert (ur. 24 grudnia 1994 w Valognes) – francuski piłkarz występujący na pozycji obrońcy w Aston Villi.